# Distrito de Chachas

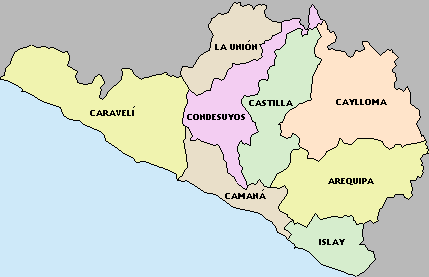
Provincias de Arequipa

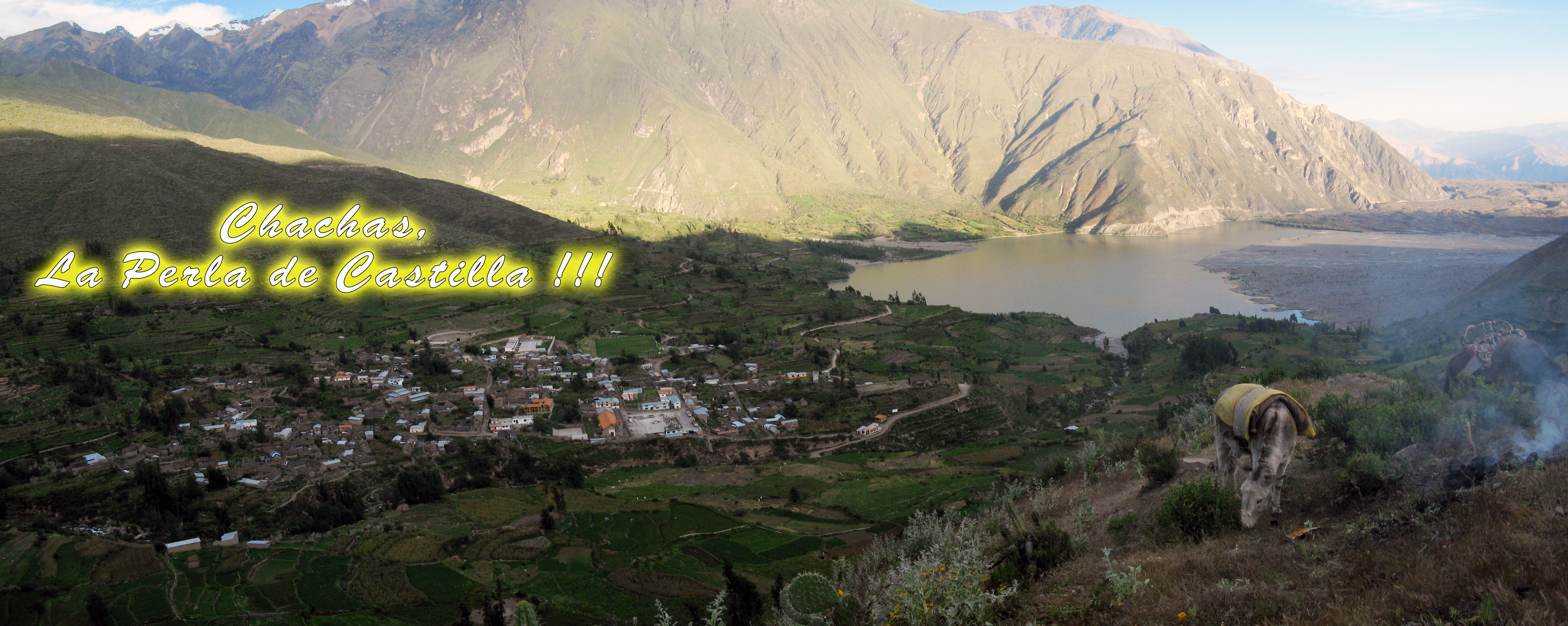

El distrito de Chachas es uno de los catorce distritos que conforman la provincia de Castilla en el departamento de Arequipa. El distrito de Chachas es también conocido como "La Perla de Castilla" por la innumerable cantidad de atractivos turísticos destacando su hermosa laguna.Bajo la administración del Gobierno regional de Arequipa, en el sur del Perú.
Desde el punto de vista jerárquico de la Iglesia católica forma parte de la Prelatura de Chuquibamba en la Arquidiócesis de Arequipa.

## Historia
El distrito fue creado mediante Decreto del Libertador Simón Bolívar, del 22 de junio de 1825.

## Geografía
En la comarca de Castilla Alta, ubicada entre los 3 000 y los 4 000 m s. n. m. y formada por grandes llanuras, puna y cordilleras, zona conocida como el Altiplano. La puna ubicada entre los 4 000 y 4 500 m s. n. m. es un área plana, cubierta de ichu y tola. A esta zona pertenece parte del distrito. La
cordillera de los Andes queda ubicada encima de los 4 500 m s. n. m. y presenta nieves perpetuas supuestamente afectadas por el cambio climático. Representa a esta zona la cordillera del Chila, el nevado Coropuna y la cadena de cerros ubicados en los distritos de Andagua y de Uñón.

## Centros poblados
Chachas, Nahuira, Tolconi, Anaro, Nuevo Tolconi y Checotaña.
Distrito eminentemente agrícola, pero está actividad está sufriendo por la alta contaminación que produce la
actividad minera, por el deterioro del medio ambiente que supone.
La laguna de Chachas ha visto reducido sus niveles de almacenaje de agua, lo cual provoca una
menor área de irrigación.
En la parte alta del distrito los centros se encuentran dispersos, lo que imposibilita su desarrollo.

## Autoridades
PRESIDENTE COMUNIDAD CAMPESINA
```
2014-2016 Rogilio Huamani Inca  
```

### Municipales
MARTHA HUAMANI CASTRO
La actual alcaldesa del Distrito de Chachas.
- 2011
  - Alcalde: Mario Alcasihuincha.
- 2007-2010
  - Alcalde: Mario Cecilio Huayhua Funes.
- 2015-2018 Victor Huayhuacuri Alcasihuincha.2011-2014.[4]
  - Alcalde: Martha Huamaní Castro, del Movimiento Fuerza Arequipeña (FA).
  - Regidores: Eduardo Augusto Alcasihuincha Quispe (FA), Patricia Maria Riveros Llamoca (FA), Melitón Raymundo Carhua Condori (FA), Nicolás Leoncio Condorcahuana Condorcahuana (FA), Manuel Wilson Aguilar Condo (PPC).
- 2019-2022 Martha Huamani Castro

### Religiosas
- Obispo Prelado:  Mons. Jorge Enrique Izaguirre CSC.
- Parroquia San Pedro de Chachas: Párroco Prb. Max Alvarez Palza, OFMCap.

## Festividades
- Las Cruces.
- San Isidro.
- San Antonio.
- Virgen del Carmen.
- Inmaculada Concepción.
- Los carnavales.

UBICACIÓN HIDROGRÁFICA:
Veriente: Pacífico.
REGION NATURAL:
Sierra.